# Bejowie Tunisu
Lista bejów (władców) Tunisu (później Tunezji) z dynastii Husajnidów:

## Bejowie Tunisu

### Pod zwierzchnictwemosmańskim(1705–1859)
- 15 lipca 1705 – 7 września 1735 Husajn I (usunięty, zmarł 1740)
- 7 września 1735 – 22 września 1756 Ali I (bratanek)
- 22 września 1756 – 12 lutego 1759 Muhammad I (syn Husajna I)
- 12 lutego 1759 – 26 maja 1782 Ali II (brat)
- 26 maja 1782 – 15 września 1814 Hamuda (syn)
- 15 września 1814 – 20 grudnia 1814 Usman (brat, zamordowany)
- 20 grudnia 1814 – 28 marca 1824 Mahmud (syn Muhammada I)
- 28 marca 1824 – 20 maja 1835 Husajn II (syn)
- 20 maja 1835 – 10 października 1837 Mustafa (brat)
- 10 października 1837 – 30 maja 1855 Ahmad I (syn)
- 30 maja 1855 – 22 września 1859 Muhammad II (syn Husajna II)
- 22 września 1859 – 12 maja 1881 Muhammad III (brat, od 12 maja 1881 prot. Francji – PATRZ NIŻEJ)

### Podprotektoratem Francji(1881–1956)
- 12 maja 1881 – 27 października 1882 Muhammad III
- 28 października 1882 – 11 czerwca 1902 Ali III (brat)
- 11 czerwca 1902 – 11 maja 1906 Muhammad IV (syn)
- 11 maja 1906 – 10 lipca 1922 Muhammad V (syn Muhammada II)
- 10 lipca 1922 – 11 lutego 1929 Muhammad VI (wnuk Husajna II)
- 11 lutego 1929 – 19 czerwca 1942 Ahmad II (syn Alego III)
- 19 czerwca 1942 – 15 maja 1943 Muhammad VII (syn Muhammada V, usunięty, zmarł 1948)
- 15 maja 1943 – 20 marca 1956 Muhammad VIII (syn Muhammada VI, król od 1956 – PATRZ NIŻEJ)

## Królestwo Tunezji(1956–1957)
Niepodległe państwo tunezyjskie od 1956 roku
- 20 marca 1956 – 25 lipca 1957 Muhammad VIII (syn Muhammada VI, usunięty, zmarł 1962)

Od 1957 roku republika.